# ورین شنگاویت
ورین شنگاویت (به ارمنی: Վերին Շենգավիթ) یک روستا در ارمنستان است که در ایروان واقع شده‌است.